# Garrebourg
Garrebourg (deutsch: Garburg, historisch auch: Garbourg) ist eine französische Gemeinde mit 486 Einwohnern (Stand 1. Januar 2022) im Département Moselle in der Region Grand Est (bis 2015 Lothringen). Sie gehört zum Arrondissement Sarrebourg-Château-Salins und zum Kanton Phalsbourg.

## Geografie
Die Gemeinde Garrebourg liegt etwa 13 Kilometer östlich von Sarrebourg auf einer Höhe zwischen 215 und 491 m über dem Meeresspiegel in den nordwestlichen Ausläufern der Vogesen. Das Gemeindegebiet umfasst 8,3 km². Der Ort liegt auf einem Hügel über dem Zorntal an der Grenze zum elsässischen Département Bas-Rhin. Die nordwestliche Gemeindegrenze bildet der Rhein-Marne-Kanal mit dem Schiffshebewerk Saint-Louis/Arzviller. 
Zur Gemeinde Garrebourg gehören die Weiler Ehrenweg und Kreutzkopf.
Nachbargemeinden von Garrebourg sind Lutzelbourg im Norden, Haegen im Südosten, Haselbourg im Süden, Saint-Louis im Westen sowie Hultehouse im Nordwesten.

## Geschichte

### Territoriale Zugehörigkeit
Garburg gehörte zum Amt Westhofen der Grafschaft Hanau-Lichtenberg. Durch die Bestimmungen im Friede von Vincennes kam Garrebourg 1661 zu Frankreich. Im 18. Jahrhundert gehörte Garburg dann nicht mehr zum Amt Westhofen, das nach dem Tod des letzten Hanauer Grafen, Johann Reinhard III., 1736 an den Sohn seiner einzigen Tochter, Charlotte, den Erbprinzen und späteren Landgrafen Ludwig (IX.) von Hessen-Darmstadt fiel. Durch den Frieden von Frankfurt 1871 wurde der Ort wieder deutsch, nach dem Ersten Weltkrieg wieder französisch und während des Zweiten Weltkriegs von 1940 bis 1945 erneut deutsch.

### Bevölkerungsentwicklung
| Jahr      | 1962 | 1968 | 1975 | 1982 | 1990 | 1999 | 2007 | 2019 |
| Einwohner | 485  | 479  | 536  | 518  | 518  | 496  | 500  | 491  |

## Sehenswürdigkeiten
- Kirche Saint-Coloman aus dem 18. Jahrhundert

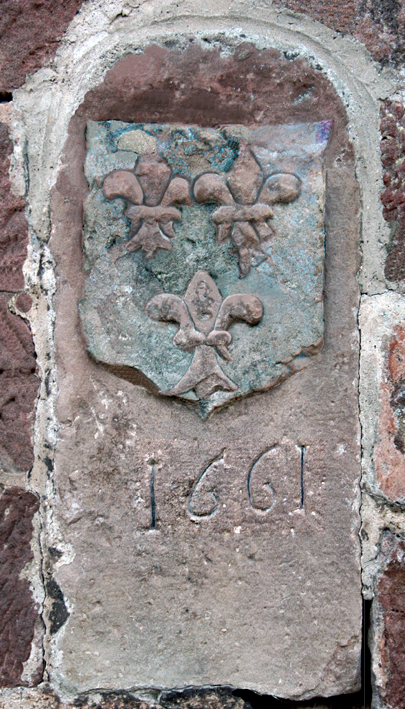
Grenzstein aus dem Jahr 1661

## Wirtschaft und Infrastruktur
Die Gemeinde ist vorwiegend forstwirtschaftlich geprägt. Der Ort ist nur über eine einzige größere Straße von Lutzelbourg aus erreichbar. Alle anderen Straßen entsprechen landwirtschaftlichen Verbindungswegen oder Forstwegen. 